# Counter-Strikeserien
Counter-Strike, förkortning CS, är en datorspelserie bestående av förstapersonsskjutspel. Serien har funnits sedan 1999 och var ursprungligen en spelmodifiering (ett s.k. modd) till datorspelet Half-Life:s (1998) flerspelarkomponent. Moddets popularitet åtdrog sig tidigt intresse från Half-Life:s utvecklare, Valve Corporation, varav moddutvecklarna förvärvades av företaget och moddet lanserades som ett självständigt datorspel 2000.
Sedan ursprungsspelet har uppföljare släppts baserade på nyare spelmotorer för nya generationer av spelare och hårdvara, var och en snarlik den föregående fast med bättre grafik och andra kvalitetsförbättringar. Även flertalet spinoffspel finns, dock ej lika populära som huvudseriespelen.

## E-sport
Serien har sedan början varit populärt inom e-sport (datorspelstävlande) och de senaste spelen i huvudserien – Counter-Strike: Global Offensive och Counter-Strike: Source 2 – har byggts från grunden för att reflektera detta, där majoriteten av spelet går ut på tävlingsspelande med personrankad matchning.
Esporten har mycket stort fotfäste i Europa, avsevärt större än i ursprungslandet USA, särskilt historiskt. Sverige var länge ett av de ledande länderna inom CS-esporten, med det första stora mästerskapet, Cyberathlete Professional League Winter Championship (2001), vunnet av svenska laget Ninjas in Pyjamas (NiP). Sverige fortsatte ligga i ledningen genom 2000-talet och kom att vara dominerande de första åren av Counter-Strike: Global Offensives stora mästerskap (CS:GO Major Championships), med de svenska lagen NiP eller Fnatic i fem av sex finaler 2013 till 2015, tre av dem mot varandra.
Utöver Sverige har även Danmark varit ledande under perioder, med flertalet stora spelare i dagens topplag, samt även Brasilien, Polen, Ryssland och Frankrike. Sverige har vid juni 2023 flest finalmedaljer bland länder: 20 guld, 26 silver, 22 semifinalist- (68 totalt), med Danmark på andra plats med flest guld, 22 guld, 7 silver, 36 semifinalist- (66 totalt). På tredje plats ligger Brasilien och Polen med 38 finalmedaljer var (10 respektive 5 guld), på fjärde plats Ryssland med 32 finalmedaljer (8 guld), på femte plats Frankrike med 31 finalmedaljer och tredje flest guld (12 guld).

## Spel

### Huvudserien
| Titel                                       | Förkortning | Släppår             |
| ------------------------------------------- | ----------- | ------------------- |
| Counter-Strike / Counter-Strike 1.6         | CS / 1.6    | 2000 (2003 för 1.6) |
| Counter-Strike: Condition Zero              | CS:CZ       | 2004                |
| Counter-Strike: Source                      | CS:S        | 2004                |
| Counter-Strike: Global Offensive            | CS:GO       | 2012                |
| Counter-Strike: Source 2 / Counter-Strike 2 | CS:S2 / CS2 | 2023                |

### Spinoffspel
| Titel                                                              | Släppår |
| ------------------------------------------------------------------ | ------- |
| Counter-Strike Neo                                                 | 2005    |
| Counter-Strike Online                                              | 2008    |
| Counter-Strike Online 2                                            | 2013    |
| Counter-Strike Nexon: Zombies Counter-Strike Nexon: Studio (2019-) | 2014    |

## Svenska CS-esportpersonligheter
- Abdisamad Mohamed, alias SpawN – (1.6) känd från Ninjas in Pyjamas (NiP), SK Gaming (SK) med flera
- Adam Friberg, alias Friberg – (CS:GO) känd från Ninjas in Pyjamas (NiP)
- Christopher Alesund, alias GeT_RiGhT – (CS:GO) känd från Ninjas in Pyjamas (NiP), SK Gaming (SK), Dignitas
- Dennis Wallenberg, alias Walle – (1.6) känd från Ninjas in Pyjamas (NiP), SK Gaming (SK) med flera
- Emil Christensen, alias HeatoN – (1.6) känd från Ninjas in Pyjamas (NiP), SK Gaming (SK) med flera
- Jesper Wecksell, alias JW – (CS:GO) känd från Fnatic
- Michael Korduner, alias ahl – (1.6) känd från Ninjas in Pyjamas (NiP), SK Gaming (SK) med flera
- Olof Kajbjer, alias Olofmeister– (CS:GO) känd från Fnatic, Faze clan
- Patrik_Lindberg, alias f0rest – (1.6, CS:GO) känd från Fnatic, Ninjas in Pyjamas (NiP), SK Gaming (SK) med flera
- Richard Landström, alias Xizt – (CS:GO) känd från Ninjas in Pyjamas (NiP), Heroic (tränare)
- Robin Johansson, alias Fifflaren – (CS:S, CS:GO) känd från Ninjas in Pyjamas (NiP), Dignitas (tränare)
- Tommy Ingemarsson, alias Potti (Pott1) – (1.6) känd från Ninjas in Pyjamas (NiP, grundare)